# Варфоломей (Кессидис)
Епи́скоп Варфоломе́й (греч. Επίσκοπος Βαρθολομαίος, в миру Иоа́ннис Кесси́дис, греч. Ιωάννης Κεσσίδης; род. 12 августа 1968, Кастория) — архиерей Константинопольской православной церкви; епископ Арианзский (с 2004), викарий Германской митрополии.

## Биография
Родился 12 августа 1968 года в Кастории в Македонии, Греция, и был третьим ребёнком Георгиоса и Екатерини Кессидис. Начальную и среднюю школу он окончил в своём родном городе. Он изучал химию на факультете математики и естественных наук Рейнского университета Фридриха Вильгельма в Бонне и богословие на факультете теологии Университета Аристотеля в Салониках.
4 марта 1995 года митрополитом Германским Августином (Лабардакисом) рукоположил его в сан диакона, а 10 июня того же года возвёл в сан архидиакона.
8 сентября 1996 года митрополитом Августином был рукоположен в священники и в тот же день возведен в сан архимандрита. Будучи священником, он по сей день остается пастором прихода святого Пророка Илия во Франкфурте-на-Майне.
Он был членом трёх комиссий Греческой Православной митрополии Германии: Комиссии по публикациям, редакции журнала «Orthodoxe Gegenwart» и Ежегодного календаря митрополии и Подкомиссии по особым экономическим вопросам митрополии.
В ноябре 2000 года принял участие в Большом Синоде клириков и мирян Константинопольского патриархата а Стамбуле. Он представлял митрополита Германского Августина на многочисленных публичных мероприятиях в федеральной земле Гессен.
25 мая 2004 года решением Священного Синода Константинопольского патриархата избран епископом Арианзоским, викарием Германской митрополии.
10 июня 2004 года в церкви пророка Илии во Франкфурте состоялась его епископская хиротония, которую совершили: митрополит Германский Августин (Лабардакис), митрополит Симский Хризостом (Димитриадис), митрополит Австрийский Михаил (Стаикос), митрополит Касторийский Серафим (Папакостас), митрополит Ретимнийский и Авлопотамосский Анфим (Сирианос), епископ Аристский Василий (Циопанас), епископ Левкийский Евмений (Тамиолакис) и епископ Синопский Афинагор (Пекстадт).